# Robert F. Kennedy Jr.
Robert Francis Kennedy Jr. (n. 17 ianuarie 1954, Washington, D.C., District of Columbia, SUA), cunoscut și sub inițialele RFK Jr., este un politician american, avocat în domeniul protecției mediului, scriitor și activist care promovează anti-vaccinarea. El este președintele și fondatorul Children's Health Defense, un grup care promovează opoziția față de vaccinare, și candidează pentru alegerile prezidențiale din SUA, 2024. Membru al Familiei Kennedy, RFK Jr. este fiul senatorului Robert F. Kennedy și nepot al președintelui american John F. Kennedy și al senatorului Ted Kennedy. De asemenea, Robert F. Kennedy Jr. a susținut protecția căilor navigabile, drepturile indigenilor și energia regenerabilă.